# Bitwa morska pod Naksos
Bitwa morska pod Naksos – starcie zbrojne, które miało miejsce we wrześniu roku 376 p.n.e. między siłami Drugiego Ateńskiego Związku Morskiego pod dowództwem Chabriasa a flotą spartańską pod wodzą Pollisa.

## Tło bitwy
Bitwa była skutkiem dążeń Spartan do odzyskania utraconej po bitwie pod Knidos przewagi morskiej nad pozostałymi państwami greckimi i rozbicia koalicji antyspartańskiej oraz przywrócenia hegemonii Sparty wśród miast greckich.
Celem taktycznym było odblokowanie oblężonego przez siły koalicji i strategicznie ważnego miasta Naksos na wyspie o tej samej nazwie w centralnej części Cyklad.
Chabrias dysponował w bitwie eskadrą liczącą 83 trier, a Pollis flotą 65 trier.

## Bitwa
Pierwszy atak przypuścili Spartanie. Dowodzone osobiście przez Pollisa prawe skrzydło sił spartańskich złożone z najlepszych załóg uderzyło na lewe skrzydło linii ateńskiej. Staranowaniu uległo wiele okrętów ateńskich, spośród których część poszła na dno, w tym okręt dowódcy tego odcinka, Cedona, który poległ. Reszta znalazła się w krytycznej sytuacji, ścieśniona na niewielkiej przestrzeni.
Krytyczną sytuację dostrzegł Chabrias i natychmiast uderzył głównymi siłami swej floty na związane walką spartańskie okręty. W zaciętych zmaganiach liczniejsza flota ateńska zaczęła zacieśniać pierścień okrążenia wokół eskadry spartańskiej. Teraz ściśnięte okręty Pollisa nie mogły swobodnie manewrować, narażając się na atak taranem. Wiele z nich zostało ciężko uszkodzonych, wiele poszło na dno, a załogi zginęły lub dostały się do niewoli. Pozostałe okręty spartańskie zdołały się przedrzeć i uciec.
Chabrias nie ścigał uciekinierów, zajął się ratowaniem rozbitków i organizacją pogrzebu poległym. Dzięki temu resztki floty spartańskiej ocalały.

## Skutki
Zwycięstwo Ateńczyków było całkowite. Tracąc 18 własnych okrętów zniszczyli 24 triery przeciwnika, a 8 zdobyli, biorąc załogi do niewoli.
Zwycięstwo umocniło prestiż Aten w Grecji, osłabieniu uległa natomiast pozycja Sparty, która po bitwach pod Knidos i Naksos nie odzyskała już swojej dawnej przewagi na morzu. Umocniło także wiarę samych Ateńczyków w swoją siłę, zachwianą do tej pory klęską nad Ajgospotamoj i przegraną wojną peloponeską.

## Literatura
- Aufstieg und Niedergang der römischen Welt: Geschichte und Kultur Roms im Spiegel der... – Page 4270 by Hildegard Temporini, Wolfgang Haase